# خوان کاتالدی
خوان کاتالدی (انگلیسی: Juan Cataldi؛ زادهٔ ۱۷ دسامبر ۱۹۹۸) بازیکن فوتبال اهل آرژانتین است.
از باشگاه‌هایی که در آن بازی کرده‌است می‌توان به باشگاه فوتبال جیمناسیا لاپلاتا اشاره کرد.